# إيزتوك بوك
إيزتوك بوك مواليد 14 سبتمبر 1966 في سلوفينج غرادتس، جمهورية يوغوسلافيا الاشتراكية الاتحادية - الوفاة 20 أكتوبر 2011 في سان دييغو، الولايات المتحدة، كان لاعب كرة يد كرواتي لعب كظهير أيسر. شارك في دورة الألعاب الأولمبية الصيفية سنة 1988. حقق المركز الأول في بطولة العالم لكرة اليد للرجال ناشئين.

## الإنجازات
- بطولة يوغوسلافيا لكرة اليد (1): 1991
- الدوري الكرواتي لكرة اليد (4): 1991-92، 1992–93، 1993–94
- دوري أبطال أوروبا لكرة اليد (2): 1992، 1993
- كأس السوبر الأوروبية (1): 1993
- الدوري السلوفيني لكرة اليد (5): 1994-95، 1995–96، 1996–97، 1997–98، 1998–99
- دوري أبطال أوروبا لكرة اليد الوصافة (3): 1997، 1998، 1999
- الدوري السلوفيني لكرة اليد (1): 2001-02

## روابط خارجية
- إيزتوك بوك على موقع الاتحاد الأوروبي لكرة اليد (الإنجليزية)
- إيزتوك بوك على موقع أوليمبيديا (الإنجليزية)